# Омаке
Омаке (御負け, або おまけ) японською означає додаткове. Воно використовується як термін аніме та манґи, що означає «додаткове або бонус». У Сполучених Штатах і Сполученому Королівстві цей термін найчастіше вживається у вузькому значенні шанувальниками аніме для опису спеціальних функцій у DVD-релізах: видалені сцени, інтерв'ю з акторами, «створення» документальних кліпів, анімації, кумедні ляпи, і так далі. Однак таке вживання терміна фактично передує появі DVD на кілька років. Принаймні протягом останніх п'ятдесяти років у Японії омаке з маленьких фігурок персонажів та іграшок роздавалися разом із безалкогольними напоями та цукерками, і іноді омаке було більш бажаним, ніж продукт, який продається.

## Опис
Омаке часто включає комедійні скетчі, де персонажі поводяться нехарактерно, ламають четверту стіну або тонко звертаються до думок фанів. Іноді сцени з телешоу або OVA переозвучуються з гумором. Один із прикладів, включений до Video Girl Ai DVD, повторює сцени з OVA-серіалу з новою озвучкою з сільським акцентом. Інший раз ті самі актори озвучують новий сценарій, який є більш сексуальним, часто навіть безглуздим. Омаке також може складатися з неканонічних і часто комедійних кросоверних моментів, які іноді з'являються в кінці епізодів двох шоу, що транслюються одночасно з однієї студії, як-от нещодавні програми Kamen Rider і Super Sentai.
Для аніме омаке часто представлене в супер деформованому стилі, так само як і омаке в мангах. Наприклад, в аніме OVA Gunbuster представлені надзвичайно деформовані персонажі, які намагаються пояснити те, що, на думку сценаристів, є здебільшого псевдонаукою, або розповідають про свої стосунки один з одним так, як це не відбувається в самому серіалі. В аніме Reborn!, один із персонажів на ім'я Хару Міура проводить інтерв'ю з кожним із персонажів аніме у формі чібі, і відповіді персонажів на запитання часто є тим, чого вони ніколи б не сказали в аніме чи манзі. Для живих програм, хоча вони й без анімації, вирази та звукові ефекти, які використовуються в комедійних цілях, часто можуть бути натхненні омаке, що зустрічаються в анімаційних засобах.
Термін «омаке» також використовується у відеоіграх; гра Sega Shenmue II для Dreamcast мала приховану папку на ігровому диску з позначкою «Omake», знайдену після розміщення диска в комп'ютері, що містила ексклюзивні шпалери та концепт-арти.
Інший приклад омаке в популярній культурі пов'язаний із Final Fantasy IX від Square. Доступ до секретної мінігри «Блекджек» після завершення гри здійснюється за допомогою комбінації клавіш. На сайті Final Fantasy «Playonline» є розділ секретів Final Fantasy IX, для входу в який потрібні паролі, наведені в офіційному посібнику Piggyback. Пароль, необхідний для розкриття комбінації клавіш для мінігри Blackjack: E-OMAKE. Сама мінігра також є омаке.
Омаке іноді з'являється у фанфіках про аніме чи манґу після самої історії зазвичай як жартівливий «альтернативний фінал». Прикладом цього є те, що наприкінці кожного епізоду «Танців у вампірській набережній» є 20–30-секундна сценка з чібі під назвою «Танець із покоївками-вампірами».